# Колківська селищна рада
Ко́лківська се́лищна ра́да Ко́лківської се́лищної об'є́днаної територіа́льної грома́ди (до 2017 року — Колківська селищна рада Маневицького району Волинської області) — орган місцевого самоврядування Колківської селищної громади Волинської області України. Садиба — селище Колки.

## Склад ради
Рада складається з 26 депутатів та голови.
Перші вибори до ради Колківської селищної громади та Колківського селищного голови відбулись 29 жовтня 2017 року. Було обрано 26 депутатів ради, з них: 8 — самовисування, по 6 — Всеукраїнське об'єднання «Батьківщина» та БПП «Солідарність», 4 презентують УКРОП та 2 — Аграрну партію.
Головою громади обрали позапартійного висуванця БПП «Солідарність» Олександра Палінкевича, чинного Колківського селищного голову.
В раді утворено чотири постійні депутатські комісії:
- з питань планування фінансів, бюджету, соціально — економічного розвитку, інвестицій, інвестицій, міжнародних та зовнішньоекономічних зв'язків, промисловості, підприємництва та сфери послуг;
- з питань сільського господарства, земельних відносин, архітектури та містобудування, екології, транспорту, зв'язку, житлово-комунального господарства та комунальної власності, раціонального використання природних ресурсів;
- з питань освіти, культури, молоді, фізкультури і спорту, охорони здоров'я, соціального захисту населення;
- з питань депутатської діяльності та етики, дотримання прав людини, законності та правопорядку, протидії та запобігання корупції.

## Історія
Утворена в 1940 році. До 15 листопада 2017 року — адміністративно-територіальна одиниця в Маневицькому районі Волинської області з територією 43,99 км², населенням — 4 048 осіб (станом на 1 січня 2013 року). Селищній раді підпорядковувалось смт Колки.
Рада складалась з 22 депутатів та голови.
- Голова ради: Палінкевич Олександр Олексійович
- Секретар ради: Лотвін Ганна Оксентіївна

### Керівний склад попередніх скликань
| Прізвище, ім'я, по батькові      | Основні відомості                                                | Дата обрання | Дата звільнення |
| -------------------------------- | ---------------------------------------------------------------- | ------------ | --------------- |
| Палінкевич Олександр Олексійович | Селищний голова, 1957 року народження, освіта вища               | 26.03.2006   | 31.10.2010      |
| Палінкевич Олександр Олексійович | Селищний голова, 1957 року народження, освіта вища, безпартійний | 31.10.2010   | 29.10.2017      |
| Палінкевич Олександр Олексійович | Селищний голова, 1957 року народження, освіта вища, безпартійний | 29.10.2017   |                 |

Примітка: таблиця складена за даними сайту Верховної Ради України

### Депутати
За результатами місцевих виборів 2010 року депутатами ради стали:

#### За суб'єктами висування
| Суб'єкт висування                                   | Кількість обраних депутатів | %    |
| --------------------------------------------------- | --------------------------- | ---- |
| Самовисування                                       | 19                          | 86,4 |
| Комуністична партія України                         | 1                           | 4,5  |
| Народна партія                                      | 1                           | 4,5  |
| Політична партія Всеукраїнське об'єднання «Свобода» | 1                           | 4,5  |

#### За округами
| № округу                                            | Прізвище, ім'я, по батькові   | Дата визнання обраним | Освіта | Партійна приналежність                        | Відомості про обраного депутата                                 |
| --------------------------------------------------- | ----------------------------- | --------------------- | ------ | --------------------------------------------- | --------------------------------------------------------------- |
| Комуністична партія України                         |                               |                       |        |                                               |                                                                 |
| 15                                                  | Наглюк Катерина Степанівна    | 03.11.2010            | вища   | позапартійна                                  | відділення зв'язку, начальник                                   |
| Народна Партія                                      |                               |                       |        |                                               |                                                                 |
| 14                                                  | Ковальов Олексій Якович       | 03.11.2010            | вища   | член Народної партії                          | тимчасово не працює                                             |
| Політична партія Всеукраїнське об'єднання «Свобода» |                               |                       |        |                                               |                                                                 |
| 6                                                   | Зінчук Тетяна Василівна       | 03.11.2010            | вища   | член Всеукраїнського об'єднання «Свобода»     | Колки ВПУ, інженер з охорони праці                              |
| Самовисування                                       |                               |                       |        |                                               |                                                                 |
| 1                                                   | Лотвін Ганна Оксентіївна      | 03.11.2010            | вища   | позапартійна                                  | Колківська селищна рада, секретар                               |
| 2                                                   | Горбач Сергій Петрович        | 03.11.2010            | вища   | член Партії «Реформи і порядок»               | підприємець                                                     |
| 3                                                   | Лобода Володимир Миколайович  | 03.11.2010            | вища   | позапартійний                                 | тимчасово не працює                                             |
| 4                                                   | Столяр Сергій Євгенович       | 03.11.2010            | вища   | позапартійний                                 | районний центр зайнятості, юрисконсульт                         |
| 5                                                   | Лобода Микола Володимирович   | 03.11.2010            | вища   | позапартійний                                 | тимчасово не працює                                             |
| 7                                                   | Котеленець Лариса Дмитрівна   | 03.11.2010            | вища   | член Народної партії                          | ДП «Колківське лісове господарство», начальник консервного цеху |
| 8                                                   | Скиба Федір Федорович         | 03.11.2010            | вища   | позапартійний                                 | підприємець                                                     |
| 9                                                   | Столяр Володимир Сергійович   | 03.11.2010            | вища   | позапартійний                                 | Колки ВПУ, майстер виробничого навчання                         |
| 10                                                  | Лавришик Ігор Миколайович     | 03.11.2010            | вища   | член Політичної партії «Наша Україна»         | Колки ВПУ, викладач                                             |
| 11                                                  | Чеб Оксана Василівна          | 03.11.2010            | вища   | член Партії «Реформи і порядок»               | підприємець                                                     |
| 12                                                  | Писарський Петро Петрович     | 03.11.2010            | вища   | позапартійний                                 | підприємець                                                     |
| 13                                                  | Кушнір Микола Адамович        | 03.11.2010            | вища   | позапартійний                                 | ДП «Колківське лісове господарство», механік                    |
| 16                                                  | Калуш Сергій Федорович        | 03.11.2010            | вища   | позапартійний                                 | Колки ВПУ, майстер виробничого навчання                         |
| 17                                                  | Войчук Наталія Іванівна       | 03.11.2010            | вища   | позапартійна                                  |                                                                 |
| 18                                                  | Пальчук В'ячеслав Андрійович  | 03.11.2010            | вища   | позапартійний                                 | загальноосвітня школа I-III ст. с. Колки, заступник директора   |
| 19                                                  | Ошурко Микола Олексійович     | 03.11.2010            | вища   | член Всеукраїнського об'єднання «Батьківщина» | ПП «Маневичішляхбуд», механік                                   |
| 20                                                  | Рейкіна Наталія Олександрівна | 03.11.2010            | вища   | член Партії «Реформи і порядок»               | підприємець                                                     |
| 21                                                  | Панасик Людмила Григорівна    | 03.11.2010            | вища   | член Соціалістичної партії України            | Колки ВПУ, викладач                                             |
| 22                                                  | Їжик Марія Петрівна           | 03.11.2010            | вища   | позапартійна                                  | Колківська селищна рада, землевпорядник                         |